# David Weir (Rennfahrer)

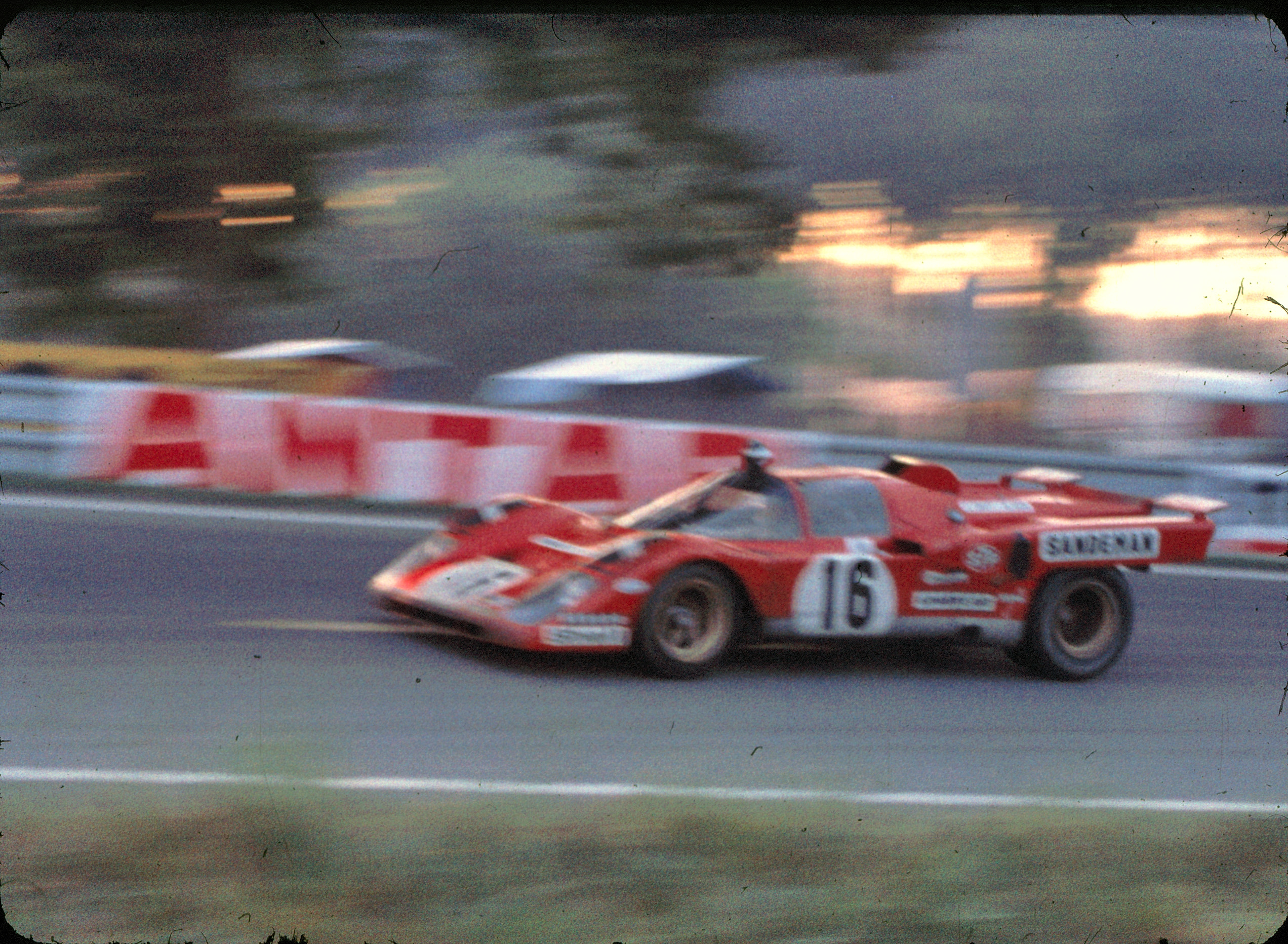
Der Ferrari 512M von Chris Craft und David Weir beim 24-Stunden-Rennen von Le Mans 1971

David Manson Weir (* 12. Juni 1944 in New York City; † 19. August 2012 in East Hampton) war ein US-amerikanischer Autorennfahrer.

## Karriere als Rennfahrer
David Weir war der Sohn von Ernest T. Weir, dem Gründer der ISG Weirton Steel und der National Steel Corporation, und dessen zweiter Ehefrau Mary Hayward Weir.
David Weir war zu Beginn der 1970er-Jahre als Partner von Chris Craft und Alain de Cadenet im GT- und Sportwagensport aktiv. Für das Team von de Cadenet fuhr er 1970 und 1971 einige Rennen der Sportwagen-Weltmeisterschaft. Mit de Cadenet als Partner wurde er auf einem Ford GT 40 1970 Elfter in der Gesamtwertung beim 1000-km-Rennen von Zeltweg und Sechster beim nicht zur Weltmeisterschaft zählenden 1000-km-Rennen von Paris. 1971 schaffte er einen überraschenden vierten Gesamtrang beim 24-Stunden-Rennen von Le Mans, mit Partner Chris Craft im von David Piper gemeldeten Ferrari 512M.
Die kurze Rennkarriere endete nach dem Erfolg in Le Mans. Weir arbeitete viele Jahre in der Alkohol- und Drogenberatung und wohnte bis zu seinem Tod mit seiner Frau Gretchen (das Paar hatte zwei Kinder) in den Hamptons auf Long Island. Sein automobiles Markenzeichen war ein gelber Morris Minor.

## Statistik

### Le-Mans-Ergebnisse
| Jahr | Team                 | Fahrzeug     | Teamkollege | Platzierung | Ausfallgrund |
| ---- | -------------------- | ------------ | ----------- | ----------- | ------------ |
| 1971 | David Piper Autorace | Ferrari 512M | Chris Craft | Rang 4      |              |

### Sebring-Ergebnisse
| Jahr | Team                       | Fahrzeug     | Teamkollege   | Platzierung | Ausfallgrund |
| ---- | -------------------------- | ------------ | ------------- | ----------- | ------------ |
| 1971 | North American Racing Team | Ferrari 512S | Chuck Parsons | Ausfall     | Kühler       |

### Einzelergebnisse in der Sportwagen-Weltmeisterschaft
| Saison | Team                                                    | Rennwagen              | 1   | 2   | 3   | 4   | 5   | 6   | 7   | 8   | 9   | 10  | 11  | 12  | 13  |
| ------ | ------------------------------------------------------- | ---------------------- | --- | --- | --- | --- | --- | --- | --- | --- | --- | --- | --- | --- | --- |
| 1970   | Ecurie Evergreen Team Snake                             | Porsche 911 Ford GT40  | DAY | SEB | BRH | MON | TAR | SPA | NÜR | LEM | WAT | ZEL |     |     |     |
| 1970   | Ecurie Evergreen Team Snake                             | Porsche 911 Ford GT40  |     |     |     |     |     |     | 29  |     |     | 11  |     |     |     |
| 1971   | Ecurie Evergreen North American Racing Team David Piper | Lola T210 Ferrari 512S | BUA | DAY | SEB | BRH | MON | SPA | TAR | NÜR | LEM | ZEL | WAT |     |     |
| 1971   | Ecurie Evergreen North American Racing Team David Piper | Lola T210 Ferrari 512S | 11  |     | DNF | 14  |     |     | DNF |     | 4   |     |     |     |     |
| 1978   | Z & W Enterprises                                       | Porsche 911            | DAY | SEB | MUG | TAL | DIJ | SIL | NÜR | LEM | MIS | DAY | WAT | VAL | ROD |
| 1978   | Z & W Enterprises                                       | Porsche 911            |     |     |     |     |     |     |     | DNF |     |     |     |     |     |